# Osztrics István
Osztrics István (Budapest, 1949. december 25. –) olimpiai és világbajnok magyar vívó, fogorvos.

## Sportpályafutása
1963-ban a Budapesti Honvédban kezdett öttusázni. 1967-től a Budapesti Honvéd, 1971-től az Orvosegyetem SC vívója volt. Tőr- és párbajtőrvívásban is versenyzett, de nemzetközi szintű eredményeit párbajtőrvívásban érte el. Három olimpián vett részt. 1970-ben az universiadén csapatban második, egyéniben harmadik volt. A következő évben a magyar bajnokságon bronzérmes lett. Az 1972-es müncheni olimpián az Erdős Sándor, Fenyvesi Csaba, Kulcsár Győző, Osztrics István, Schmitt Pál összeállítású magyar párbajtőrcsapat tagjaként olimpiai bajnoki címet szerzett. Ebben az évben felnőtt országos bajnok volt. A következő évben csapatban világbajnoki második lett. Az universiadén egyéniben első, csapatban második helyezést ért el.
1974-ben csapatban bronzérmes lett a világbajnokságon. Az 1975-ös budapesti vb-n egyéniben és csapatban is harmadik lett. Az 1976-os montréali olimpián negyedik volt a fegyvernem mindkét versenyszámában. 1978-ban tagja volt a világbajnokságot nyert csapatnak. A következő évben részt vett a vb-n, de nem ért el helyezést. Az 1980-as moszkvai olimpián csapatban nyolcadik, egyéniben helyezetlen volt. Az aktív sportolást 1981-ben fejezte be.
A Semmelweis Orvostudományi Egyetemen fogorvosi oklevelet szerzett, szakorvosi vizsgát tett, és visszavonulása után a Német Szövetségi Köztársaságban telepedett le, ahol fogorvosként tevékenykedett.